# Macrocarpaea umerulus
Macrocarpaea umerulus är en gentianaväxtart som beskrevs av Jason Randall Grant. Macrocarpaea umerulus ingår i släktet Macrocarpaea och familjen gentianaväxter. Inga underarter finns listade i Catalogue of Life.